# Platygaster nigripes
Platygaster nigripes är en stekelart som beskrevs av Julius Theodor Christian Ratzeburg 1852. Platygaster nigripes ingår i släktet Platygaster och familjen gallmyggesteklar. Inga underarter finns listade i Catalogue of Life.